# 469. pr. Kr.
◄ | 6. stoljeće pr. Kr. | 5. stoljeće pr. Kr. | 4. stoljeće pr. Kr. | ►
◄ | 490-ih pr. Kr. | 480-ih pr. Kr. | 470-ih pr. Kr. | 460-ih pr. Kr. | 450-ih pr. Kr. | 440-ih pr. Kr. | 430-ih pr. Kr. | ►
◄◄ | ◄ | 472. pr. Kr. | 471. pr. Kr. | 470. pr. Kr. | 469 pr. Kr. | 468. pr. Kr. | 467. pr. Kr. | 466. pr. Kr. | ► | ►►
Astronomija

## Rođenja
- Sokrat, grčki filozof

## Smrti
- Kineski kralj dinastije Chou Yuan Zhou (Ji Ren Yuanwang)